# Camptoptera lapponica
Camptoptera lapponica är en stekelart som beskrevs av Karl-Johan Hedqvist 1954. Camptoptera lapponica ingår i släktet Camptoptera och familjen dvärgsteklar.
Artens utbredningsområde är Sverige. Arten är reproducerande i Sverige. Inga underarter finns listade.